# Austrália nos Jogos Olímpicos de Verão de 1980
Austrália participou dos Jogos Olímpicos de Verão de 1980 em Moscou, União Soviética.